# British LGBT Awards
O British LGBT Awards é uma premiação britânica que visa reconhecer indivíduos e organizações que demonstram "excelente" compromisso com a comunidade LGBT. Celebridades LGBT ou aliados diretos estão entre as pessoas que são reconhecidas. A cerimônia de 2015 foi realizada em 24 de abril. Em 2016 e 2017, os prêmios foram realizados em 13 e 12 de maio, respectivamente.
Entre os grandes nomes que já foram premiados estão: Lauren Jauregui, Sam Smith, Rose & Rosie, Alan Carr e Adam Lambert.

E entre os indicados de maior notoriedade estão: Ruby Rose, Demi Lovato, Cara Delevingne, Frank Ocean, Kehlani e Hayley Kioko.

## Ligações Externas
- British LGBT Awards site oficial
- British LGBT Awards no Twitter
- British LGBT Awards no Instagram